# 樹威
樹威（ジュイ）（6月30日 - ）、は日本のヴォーカリスト。血液型はO型、宮城県出身。愛称は「御樹威（おじゅい）」。

## 経歴
- 1999年、Luinspearを結成、2001年解散。
- 2002年、ヴィドール結成。同時に、KISAKI PROJECTのボーカルとしてもデビュー。
- 2010年、喉の不調を訴え、ヴィドールとしての活動を休止。
- 2011年4月20日に日本クラウンよりソロデビュー。同年5月7日、ヴィドール解散。
- 2012年5月1日、元PhantasmagoriaのJUN、元しゃるろっとの十夜と共にGOTCHAROCKAを結成。以降、精力的に活動を展開[1][2][3][4][5][6]。

## 人物
- 深いヴィブラートとハイトーンを持ち合わせた独特の歌声が特徴。
- ヴィドールでは、ラメと並び多くの楽曲の作曲を手がける他、全ての楽曲の作詞を行っていた。
- 14歳の時、初めてギターを手にしたところから彼の音楽人生が始まる。始めはX JAPANなどをコピーしていた。
- 2006年に妹が他界。ヴィドールが発表したアルバム『V.I.D~Very Important Doll~』に収録された曲「Sister」は、ジュイが妹の為に書きあげた楽曲である。
- Luinspearの元ドラマーであり、現在ナイトメアに在籍するRUKAとは高校生の頃に共通の友人を介して知り合い、現在も親交が深い[7]。樹威自身が20歳を迎えた際、本人は成人式には参加せず、当日RUKAと音楽活動の準備のためRUKAの実家にて怪談話をして過ごしたコメディも本人ブログ内で紹介されている（本人とRUKAは、ツイッター上にて「あの時きちんと（成人式に）出ておけばよかった」とやりとりを交わしている）。
- ex.ヴィドールのテロと並ぶほどの天然キャラでもある。
- 海産物のカキのフライを嫌いな食物と本人ブログで度々明かしていた。しかし、その後の本人ツイッターにて少量ずつ食べることができるようになったことを後に明かしている。
- コンビニの店員をはじめ、荷揚げや訪問販売など様々な職種を経験してきている[8]。

## ディスコグラフィ

### アルバム
1. XI（エルフ）（2011年4月20日) - オリコン週間チャート初登場95位
  - メジャーデビューアルバム。

## メディア出演

### ラジオ
- みちのくダヴルドラゴン（RADIO3、2019年8月 - ） -  DIAURAのyo-kaと共演